# ルイ・ビュフェ

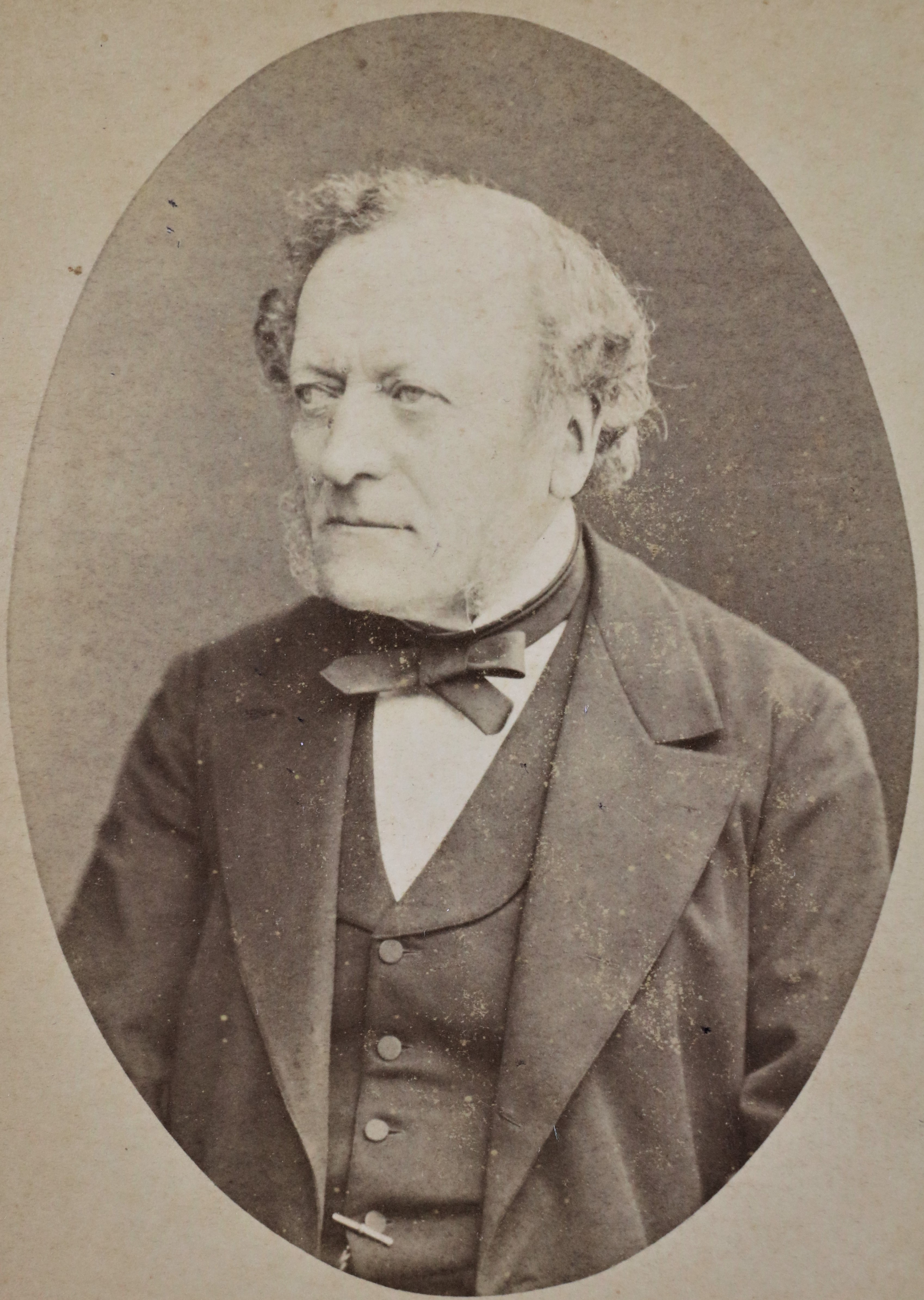
ジャン＝ニコラ・トルシェルによる肖像写真。

ルイ・ジョゼフ・ビュフェ（フランス語: Louis Joseph Buffet、1818年10月26日 – 1898年7月7日）は、フランスの政治家。フランス第二共和政で農業大臣を務め、フランス第三共和政で財務大臣、内務大臣、首相を歴任した。

## 略歴
1818年、ヴォージュ県ミルクールで生まれた。
1848年のフランス革命の後、ヴォージュ県から選出されて代議院議員になった。議会では右派に属し、六月蜂起の鎮圧に賛成して、ルイ・ナポレオン（のちのナポレオン3世）を支持した。1849年8月から12月までと1851年8月から10月まで農業大臣を務めた。
1863年に立法院議員に選出されると、議会でエミール・オリヴィエの「議会帝政」を支持し、1870年1月から4月10日までオリヴィエ内閣の財務大臣を務めた。
1873年4月4日から1875年3月10日まで代議院議長を務めた後、同年に内務大臣を務めた。1876年に終身上院議員に選出され、1877年5月16日危機で大統領パトリス・ド・マクマオンを支持した。
1898年に死去した。